# Paris-Roubaix 1913
Paris-Roubaix din 1913 a fost a 18-a ediție a Paris-Roubaix, o cursă clasică de ciclism de o zi din Franța. Evenimentul a avut loc pe 23 martie 1913 și s-a desfășurat pe o distanță de 266 de kilometri de la Paris până la velodromul din Roubaix. Câștigătorul a fost François Faber din Luxemburg.

## Rezultate
| Loc | Ciclist                  | Timp       |
| --- | ------------------------ | ---------- |
| 1   | François Faber (LUX)     | 7h 30' 00" |
| 2   | Charles Deruyter (BEL)   | +0' 00"    |
| 3   | Charles Crupelandt (FRA) | +0' 00"    |
| 4   | Louis Mottiat (BEL)      | +0' 00"    |
| 5   | Louis Luguet (FRA)       | +0' 00"    |
| 6   | Joseph Van Daele (BEL)   | +0' 00"    |
| 7   | Jules Masselis (BEL)     | +0' 00"    |
| 8   | Georges Passerieu (BEL)  | +1' 30"    |
| 9   | Auguste Benoit (BEL)     | +3' 30"    |
| 10  | André Blaise (BEL)       | +7' 00"    |